# La Mitra
La Mitra se ubica en la provincia de la Provincia de Panamá Oeste, en la parte central del país, a 30 km al suroeste de Panamá, la capital. 92 metros sobre el nivel del mar se encuentra en La Mitra y tiene 4.778 habitantes.
La tierra alrededor de La Mitra es plana al noreste, pero al suroeste es montañosa. Al sureste, el mar es el más cercano a La Mitra. El punto más alto de la zona es de 208 metros de altura y 3,2 km al sur de La Mitra. La ciudad más grande más cercana es La Chorrera, 4.2 km al norte de La Mitra. El campo alrededor de La Mitra está casi completamente cubierto.